# Красная Звезда (Чуриковское сельское поселение)
Красная Звезда — посёлок Чуриковского сельского поселения Михайловского района Рязанской области России.

## Население
| 2010 |
| ---- |
| 5    |